# Bisdom Pamiers

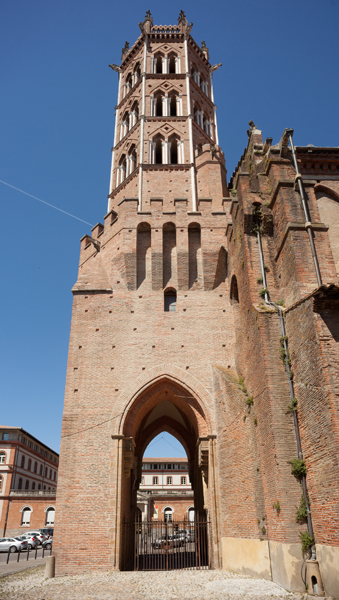
Kathedraal van Sint-Antoninus in Pamiers

Het bisdom Pamiers, voluit Pamiers-Couserans-Mirepoix (Latijn: Dioecesis Apamiensis-Couseranensis-Mirapicensis), is een rooms-katholiek bisdom in Zuid-Frankrijk. Het is een suffragaanbisdom van het aartsbisdom Toulouse. Het grondgebied komt overeen met het departement Ariège vandaag.
De bisschopszetel bevindt zich in de stad Pamiers bij de Pyreneeën en de titelkerk is deze van Sint-Antoninus. Sinds 1910 dragen de bisschoppen van Pamiers eveneens de historische titels van Couserans (stad Saint-Lizier) en Mirepoix, twee afgeschafte bisdommen in de Languedoc. Historisch was het bisdom Pamiers een van de bisdommen in het graafschap Foix.

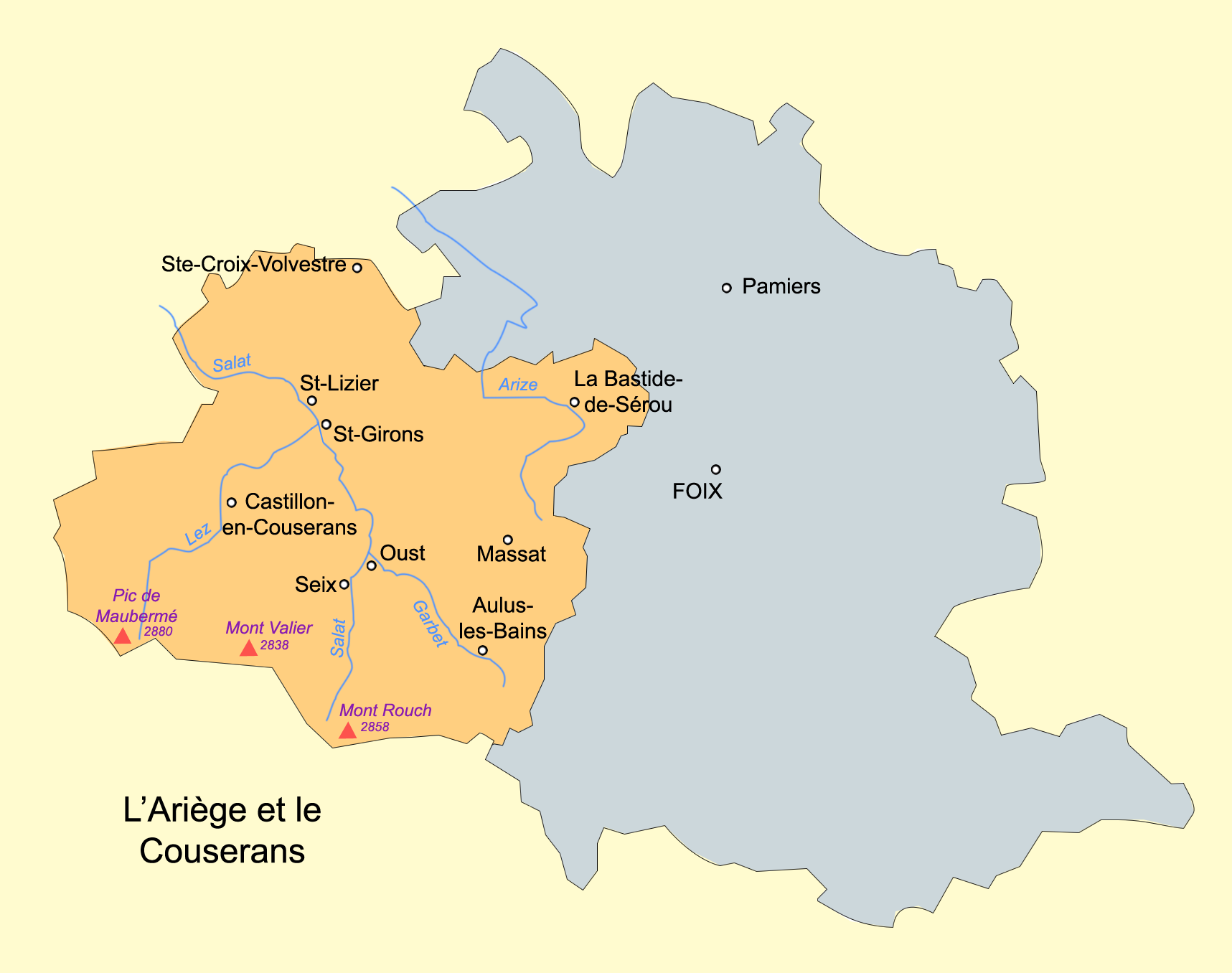
Oude streken in het voormalige graafschap Foix.

## Geschiedenis

### Middeleeuwen
Na de strijd tegen de katharen beloonde paus Bonifatius VIII de stad Pamiers met een nieuw bisdom (1295). De paus scheurde het nieuwe bisdom af van het oude aartsbisdom Toulouse, bekend sinds de Romeinse tijd. De reden om een bisdom op te richten in Pamiers was de getrouwheid aan Rome vanwege de inwoners van Pamiers. De officiële reden in de bul Romanus Pontifex vermeldt dat het aartsbisdom te uitgebreid was voor de aartsbisschoppen in Toulouse; hierbij speelde ook mee het dispuut tussen Bonifacius VIII en de machtige Franse koning Filips de Schone.
Paus Johannes XXII in Avignon scheurde op zijn beurt van het bisdom Pamiers twee andere bisdommen af: dat van Mirepoix en dat van Rieux (1317). Naast het nieuwe bisdom Pamiers bevond zich toen ook het oude bisdom Couserans, ook genoemd Saint Lizier, wat al eeuwenlang bestond sinds de Romeinse tijd. Het grondgebied van elk van deze bisdommen in Foix was niet groot. Deze gebieden waren alle geteisterd door de bloedige kruistocht tegen de Albigenzen in de middeleeuwen. In de 14e eeuw kwam de stad Pamiers dit te boven en, mede door de lakenhandel in de stad, bereikte ook het bisdom Pamiers haar hoogtepunt. Talrijke kloosterordes vestigden zich in Pamiers.

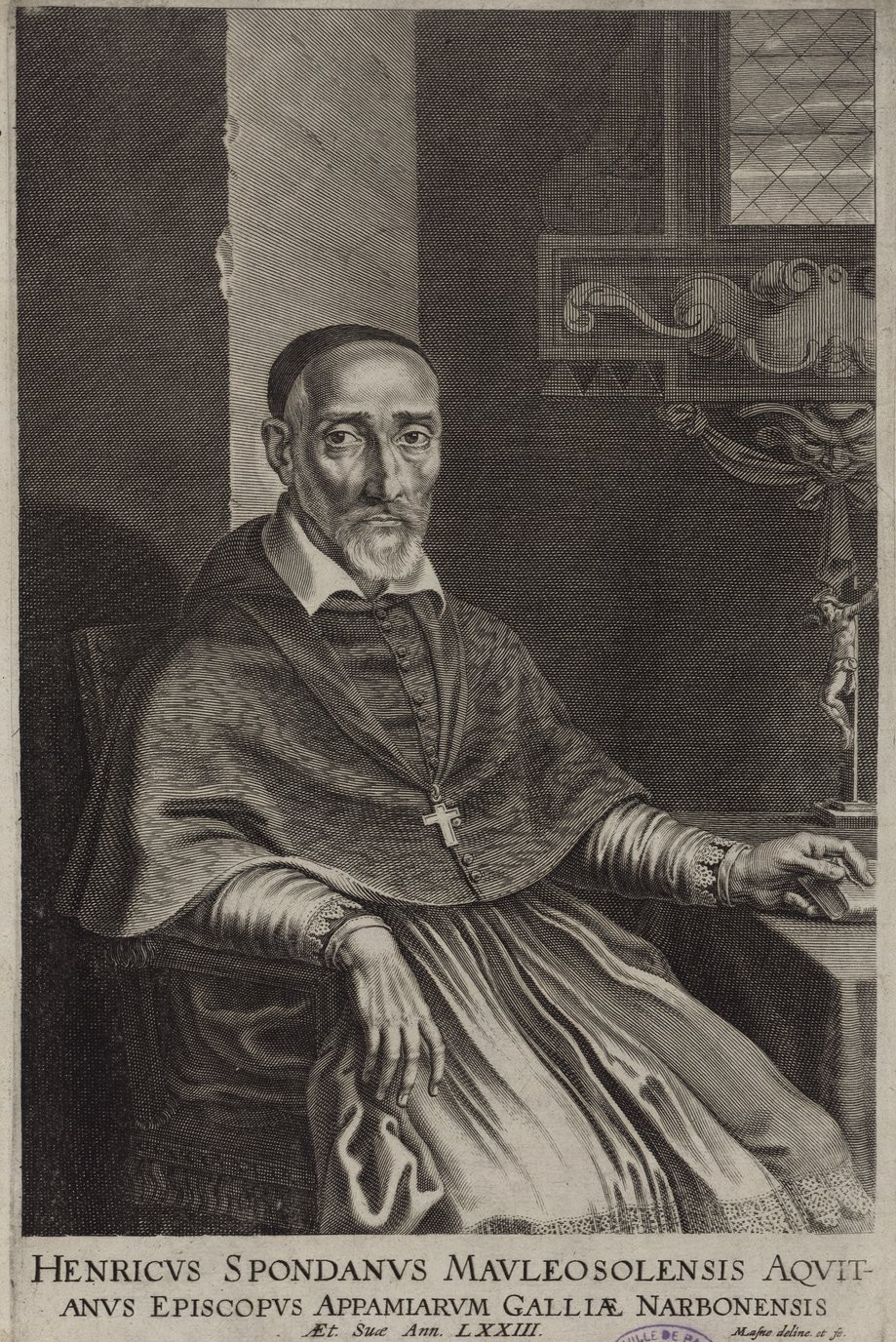
De voormalige hugenoot Henri de Sponde werd bisschop van Pamiers.

### Nieuwe Tijd
De godsdienstoorlogen in de Languedoc hielden lelijk huis in Pamiers. Jarenlang werd er geplunderd en was de stad verwaarloosd. Zo verwoestte het leger van Hendrik II van Bourbon-Condé de stad. Door de bekering van de Franse koning Hendrik IV bekeerden ook andere hugenoten zich tot het katholicisme. Zo werd in 1626 Henri de Sponde, een bekeerde hugenoot, bisschop van het teloor gegane Pamiers; hij wijdde zich aan de opbouw van de stad.

### Nieuwste Tijd
Ten gevolge van de Franse Revolutie werd het bisdom afgeschaft, zoals vele andere bisdommen in Frankrijk. Kerkelijk hing het gebied opnieuw af van het aartsbisdom Toulouse. In 1825 richtte paus Pius VII het bisdom Pamiers opnieuw in, in die mate dat het grondgebied grosso modo overeenkomt met dat van het departement Ariège. Dit betekent dat de voormalige bisdommen Couserans en Mirepoix en een stuk van Rieux ressorteerden onder Pamiers.

## Enkele bisschoppen
- Bernard Saisset, 13e eeuw: eerste bisschop van Pamiers en tegenstander van koning Filips de Schone[8]
- Jacques Fournier, 14e eeuw: de latere paus Benedictus XII
- Henri de Sponde, 17e eeuw: humanist
- François-Barthélemy de Salignac de La Mothe-Fénelon, 17e eeuw
- François-Louis Lemercier, 19e eeuw

## De vier kathedralen van het bisdom[9]

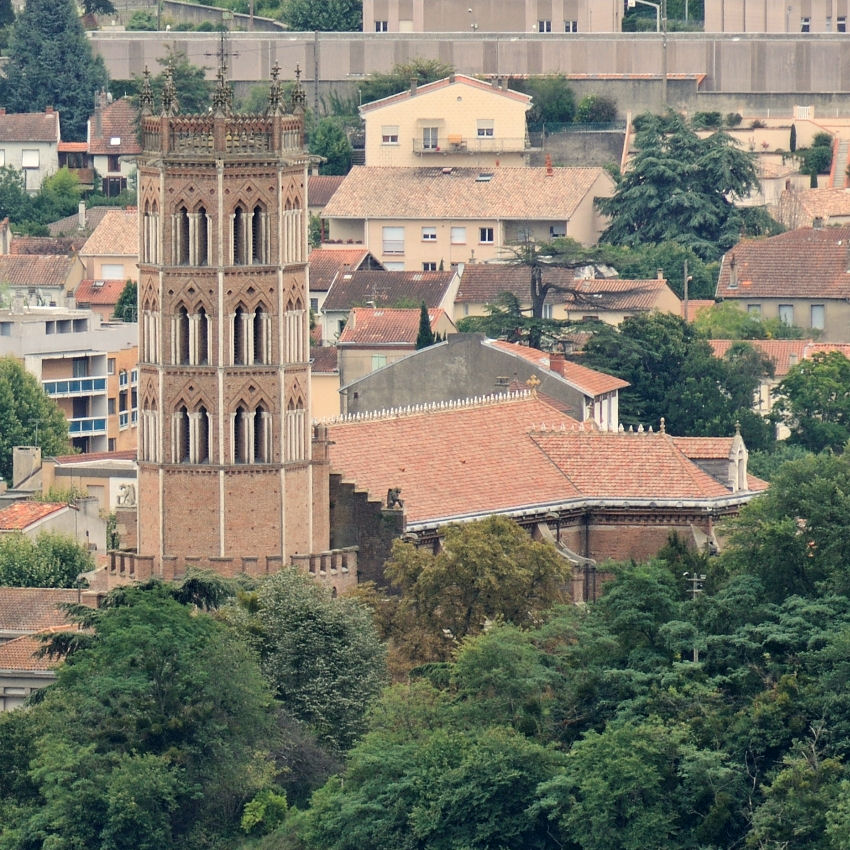
Pamiers
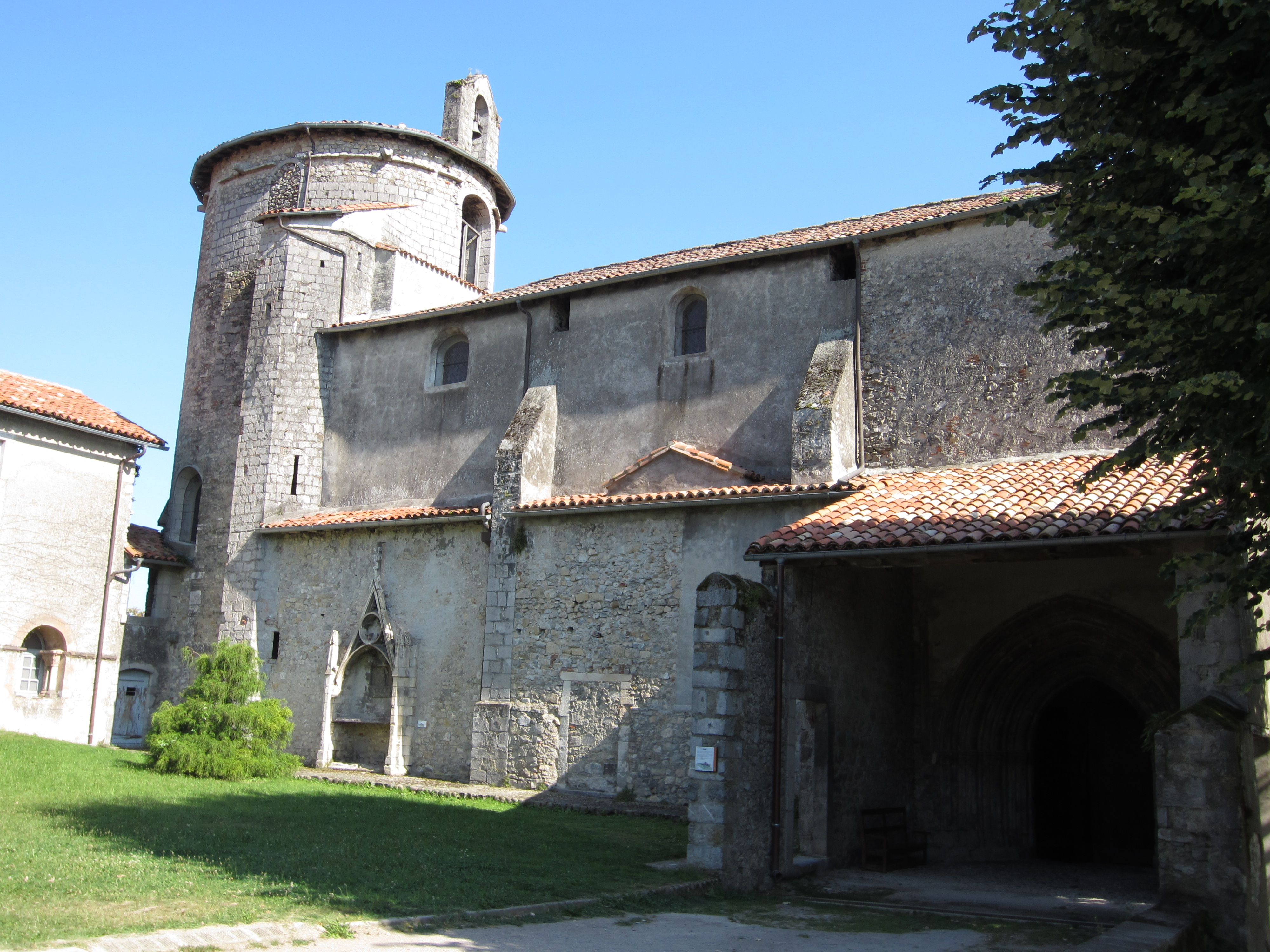
Saint-Lizier (Notre-Dame-de-la-Sède)
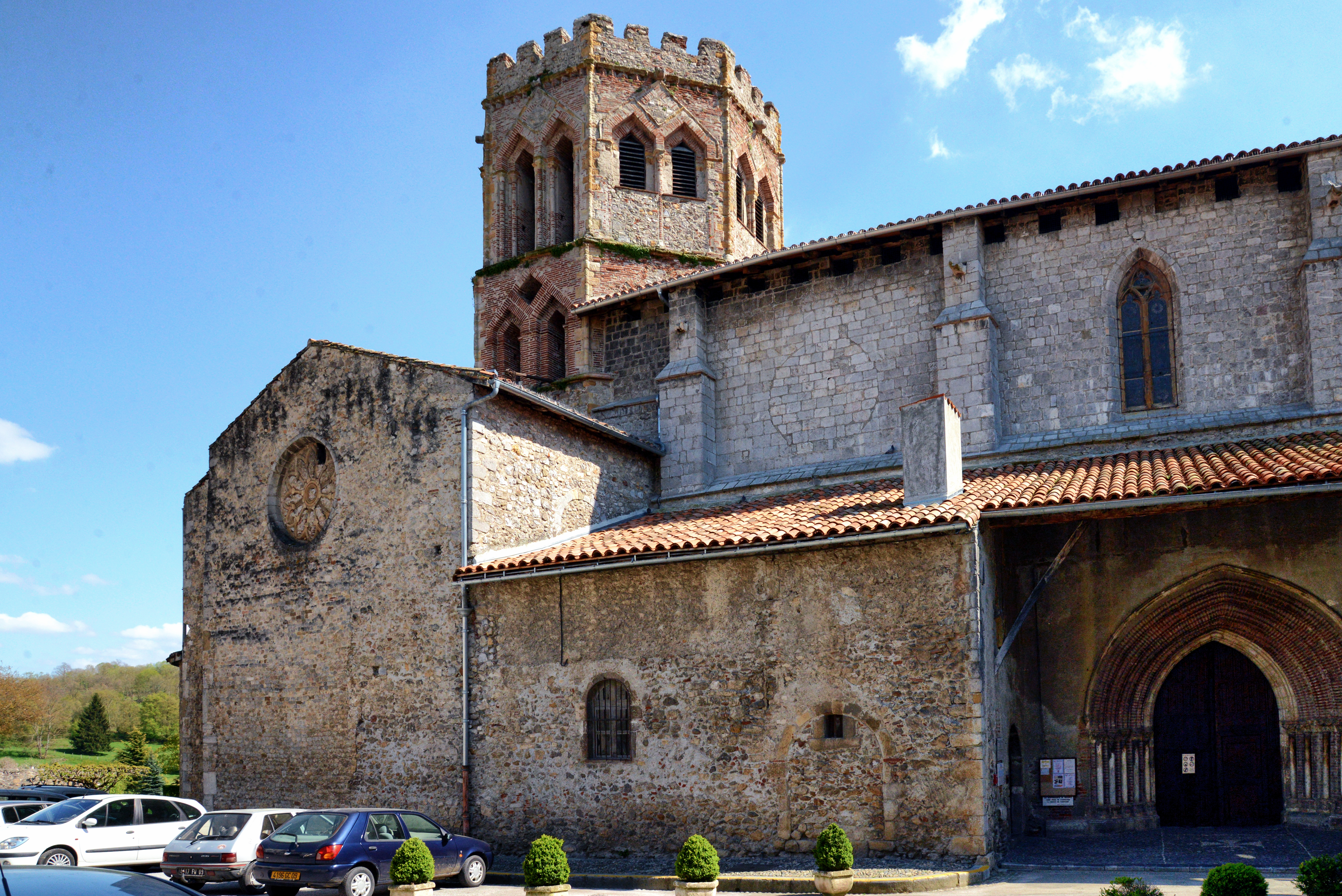
Saint-Lizier (Saint-Lizier)
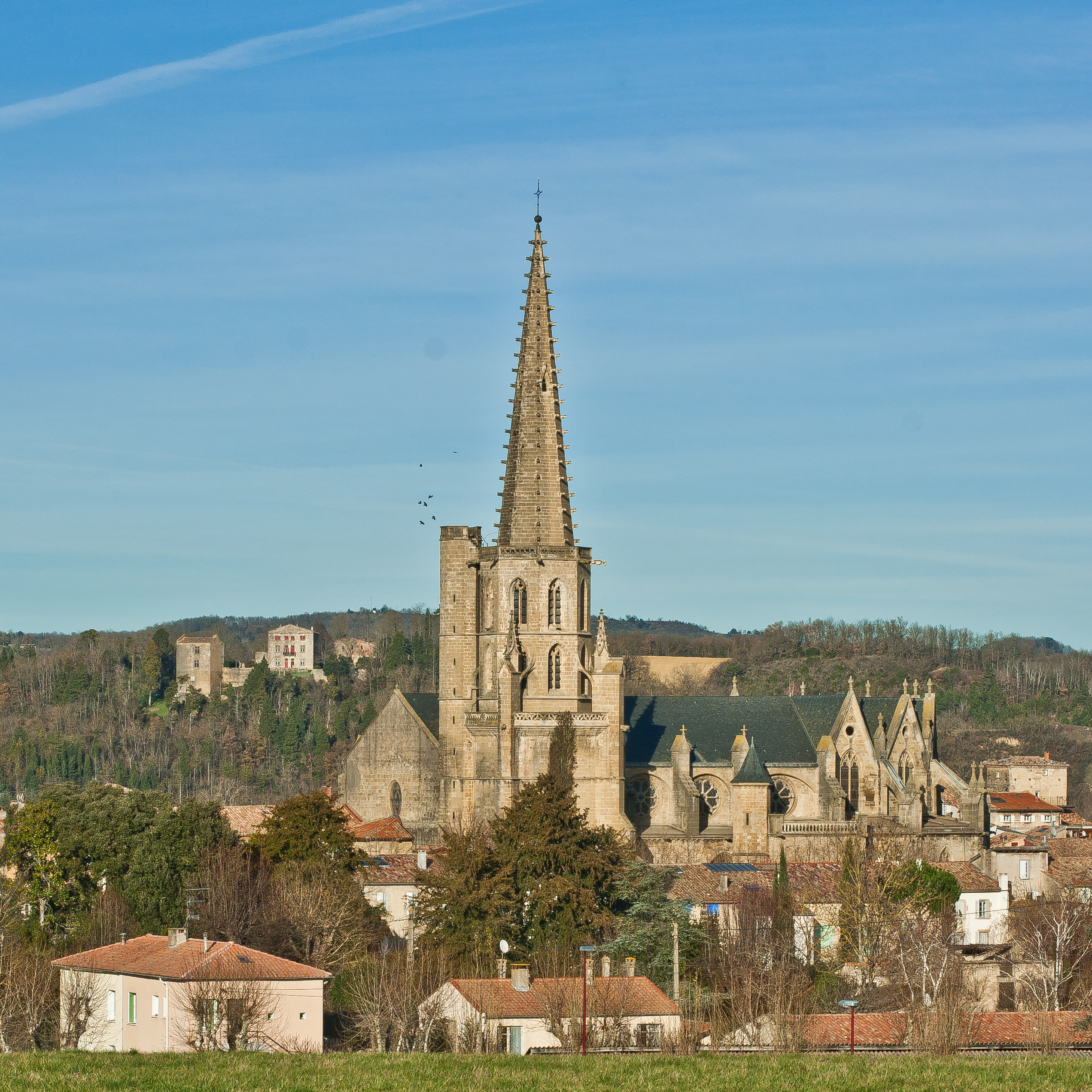
Mirepoix